# Мімзі Фармер
Мимзі Фармер (англ. Mimsy Farmer, | ˈmɪmzi ˈfɑːmə |; уроджена: Мерл Фармер англ. Merle Farmer; нар. 28 лютого 1945 року, Чикаго, Іллінойс, США) — американська акторка, скульпторка. Її прізвисько походить з вірша Льюїса Керрола «Бурмоковт» — «All mimsy were the borogoves».

## Життєпис
Мерл Фармер народилася в сім'ї француженки і американського журналіста і письменника для радіо. Вона навчалася в Голлівудській гімназії. Її перший досвід роботи полягав у виготовленні кроликів для мага, який виступав на дитячих днях народження. Ще школяркою, у віці 17 років, одержала роль Дженні Гоумз у телесеріалі «Мої три сини». Першою її кінороллю стала Клер Колмен у фільмі «Гора Спенсера» (Spencer's Mountain, 1963). Однак стала відомою після ролі у фільмі «Більше» Барбета Шредера в 1969 році. Потім грала у фільмах братів Тавіані, Клода Горета, Даріо Ардженто та Олександра Петровича.
У 1975 році вона грала молоду англійку у фільмі жахів Сержа Леруа «Облава». Пізніше у 1980-х роках ще в декількох трилерах. У 1989 році вона вирішила завершити свою кар'єру в кінематографі, хоч у 1991 році грала у телефільмі свого товариша Роже Вадима «Сафарі».

## Приватне життя
Мимзі Фармер одружена тричі. Перший чоловік — каскадер. Другий — італійський письменник і сценарист Вінченцо Черамі, з яким вона розлучилася в 1986 році, та від якого у 1970 році народила дочку Айшу Черамі (Aisha Cerami), яка живе в Італії і також є акторкою. Третій її чоловік — скульптор-декоратор кіно Франциск Пуар'є, з яким вона працює.

## Вибрана фільмографія
| Рік  |   | Українська назва               | Оригінальна назва                          | Роль          |
| ---- | - | ------------------------------ | ------------------------------------------ | ------------- |
| 1984 | ф | Кодова назва: Дикі гуси        | Arcobaleno selvaggio/Geheimcode: Wildgänse | Кеті Робсон   |
| 1982 | ф | Дівчина з Трієсту              | La ragazza di Trieste                      | Валерія       |
| 1981 | ф | Чорний кіт                     | Il gatto nero                              | Джил Треверс  |
| 1975 | ф | Облава                         | La Traque                                  | Елен Велс     |
| 1974 | ф | Альонзанфан                    | Allonsanfàn                                | Франческа     |
| 1973 | ф | Двоє в місті                   | Deux hommes dans la ville                  | Люсі          |
| 1972 | ф | Майстер і Маргарита            | Il Maestro e Margherita                    | Маргарита     |
| 1971 | ф | Чотири мухи на сірому оксамиті | 4 mosche di velluto grigio                 | Ніна Тобіас   |
| 1970 | ф | Дорога на Саліну               | La Route de Salina                         | Біллі         |
| 1969 | ф | Більше                         | More                                       | Естель Міллер |
| 1963 | ф | Гора Спенсера                  | Spencer's Mountain                         |               |
| 1961 | с | Перрі Мейсон                   | Perry Mason                                | Кеті Андерс   |

## Нагороди
- 1971 Премія Давида ді Донателло[1]:
  - Премія «Давид особливий» за досягнення[it] у фільмі «Дорога на Саліну»[fr] — роль Біллі